# Smulți (gmina)
Smulți – gmina w Rumunii, w okręgu Gałacz. Obejmuje tylko jedną miejscowość Smulți. W 2011 roku liczyła 1342 mieszkańców. 